# Орден Строителей Народной Польши
Орден Строителей Народной Польши (пол. Order Budowniczych Polski Ludowej) — высшая награда Польской Народной Республики.

## История
Орден был учреждён постановлением Сейма Республики Польша от 2 июля 1949 года и заменил в качестве высшей награды орден Белого орла. Последнее награждение произведено в 1984 году, с 1992 года орден официально упразднен.

## Положение
Орденом награждались исключительно граждане Польши, а также предприятия, учреждения, организации и населенные пункты.
Награждение орденом Строителей Народной Польши производилось:
- за выдающиеся заслуги в трудовой деятельности;
- за большие достижения в развитии промышленности, сельского хозяйства, строительства, транспорта и других отраслей народного хозяйства;
- за большие заслуги в развитии науки и техники;
- за большие заслуги в укреплении обороноспособности страны;
- за особо плодотворную деятельность в области культуры, литературы и искусства;
- за заслуги в государственной и общественной сферах деятельности.

Орден не разделялся на классы и степени.

## Награждены
Орденом Строителей Народной Польши было награждено 305 человек, пять городов, три воеводства и одна организация.
Первое награждение орденом состоялось 22 июля 1949 года, его получили восемь человек: ударники производства шахтёры Винценты Пстровский (посмертно) и Францишек Априяс, ткачиха Ванда Госцииминьская, каменщик Михал Краевский, а также крестьянин Станислав Мазур, генерал Кароль Сверчевский (посмертно), Ксаверий Дуниковский и Францишек Фидлер.

### Коллективные награждения
- Города Лодзь (1960), Вроцлав (1965), Краков (1966), Познань (1966) и Варшава (1970)
- Воеводства: Катовицкое (1960), Краковское[пол.] (1966), Познанское[пол.] (1966)
- Союз борцов за свободу и демократию

## Описание
Орденский знак выполнен в виде восьмилепестковой розетки из золота, слегка выпуклой с обеих сторон. В промежутках между лепестками расположены пучки лучей. Диаметр розетки 53 мм.
На лицевой стороне ордена в центральной его части помещен круглый медальон, покрытый эмалью темно-синего цвета. Медальон окантован бортиком золотистого цвета. Вокруг бортика кольцо белой эмали. В центре медальона помещено рельефное изображение рабочего, держащего в правой руке знамя, а в левой — молот. Полотнище знамени покрыто эмалью рубиново-красного цвета.
Лепестки покрыты эмалью красного (снаружи) и белого (изнутри) цвета.
Высота рабочего 12 мм. Высота древка 15 мм. Длина рукояти молота 7 мм. Диаметр медальона 23 мм.
На оборотной стороне ордена в медальоне, покрытом эмалью красного цвета и окантованном бортиком, сделана надпись золотом: «PRL» (до 1952 года — «RP»).
Лепестки гладкие полированные. Лучи рельефные.
Диаметр медальона 22 мм. Высота букв 9 мм.
При помощи ушка и кольца орден крепится к ленте. На лицевую сторону кольца нанесен узор.
Лента шелковая муаровая красного цвета шириной 40 мм с продольной полосой белого цвета посредине и двумя полосками синего цвета по краям. Ширина белой полосы 10 мм, синих полосок 4,5 мм каждая.
Орден Строителей Народной Польши носили на левой стороне груди.